# Högtjärnen (Hackås socken, Jämtland, 697953-143682)
Högtjärnen är en sjö i Bergs kommun i Jämtland och ingår i Indalsälvens huvudavrinningsområde.